# あしたにたねをまこう!LIVE
『あしたにたねをまこう!LIVE』（あしたにたねをまこう!ライブ）は、NHKEテレで2021年9月27日に19:25 - 20:00に放送された特別音楽番組。

## 概要
2021年7月21日、NHKがFoorinの活動を同年9月27日をもって終了することを発表。同日9月27日にあしたにたねをまこう!LIVEを放送することを発表。
MCはつるの剛士と上白石萌歌が担当。作詞作曲を担当した米津玄師と振付を担当した辻本知彦と菅原小春がサプライズVTR出演をした。
放送中にはFoorinが3年間についいて振り返ったり裏話などをした。最後のコメントではメンバーが涙する場面もあった。

## 放送時間
- 2021年9月27日19:25 - 20:00

## 出演者

### MC
- つるの剛士
- 上白石萌歌

### 出演
- Foorin（もえの、ひゅうが、りりこ、たける、ちせ）

### サプライズVTRゲスト
- 米津玄師
- 辻本知彦
- 菅原小春